# 嘌呤核苷酸循环
嘌呤核苷酸循环是一种自天冬氨酸形成延胡索酸的代谢途径以增加三羧酸循环中间产物的量，或是作为联合脱氨的方法之一加快氨基酸脱去氨基的效率。这个循环由约翰·洛温斯坦发现并提出，证明了这个循环在加强骨骼肌中氧化磷酸化的速率上的作用。

## 要点
该循环是由三个酶促反应组成的。第一阶段为嘌呤核苷酸腺苷酸（AMP）脱氨形成肌苷酸（IMP），此步骤由AMP脱氨酶催化：
AMP + H2O → IMP + NH4+
第二阶段为自IMP与氨基酸天冬氨酸形成腺苷酸基琥珀酸，这一步骤与GTP的水解相偶联，后者是一个在能量上有利的反应，催化这一阶段的酶为腺苷酸基琥珀酸合成酶：
天冬氨酸 + IMP + GTP → 腺苷酸基琥珀酸 + GDP + Pi
最后，腺苷酸基琥珀酸被腺苷酸基琥珀酸裂解酶裂开形成延胡索酸并重新生成起始物质AMP：
腺苷酸基琥珀酸 → AMP + 延胡索酸